# Marian Zacharewicz
Marian Zacharewicz (ur. 19 kwietnia 1945 w Wilnie, zm. 26 maja 2021) – polski kompozytor, piosenkarz, menedżer i dziennikarz muzyczny.

## Życiorys
Rodzina Zacharewiczów pochodziła z Kresów. Był synem Heleny (1905-1984) i Franciszka (1902-1948). Po maturze w II LO w Gdyni wyjechał do Warszawy, gdzie studiował na Wydziale Ekonomiki Rolnictwa SGGW, ale po dwóch semestrach wrócił do Trójmiasta. Podjął w Akademii Muzycznej w Gdańsku, gdzie w 1974 uzyskał tytuł zawodowy magistra sztuki. Uczęszczał też do Gdańskiego Studia Piosenki przy Radiu Gdańsk. W latach 1972–1977 był mężem piosenkarki Ireny Jarockiej, a także jej menedżerem i twórcą wielu przebojów, m.in. „Wymyśliłam cię” i „Kocha się raz”.
Pracował jako kompozytor i piosenkarz. Współpracował z telewizją, był przez jakiś czas prezenterem programu informacyjnego „Panorama” w TVP Gdańsk. Brał udział w największych krajowych festiwalach piosenki, takich jak Jazz nad Odrą, Opole czy Festiwalu Piosenki Żołnierskiej w Kołobrzegu. Pracował też w Bałtyckiej Agencji Artystycznej BART. Przez trzy lata był kierownikiem artystycznym Zespołu Reprezentacyjnego Marynarki Wojennej „Flotylla”. 
W latach 1978–1985 pełnił funkcję dyrektora artystycznego Festiwalu BART w Sopocie, a w latach 1996–2008 był prezesem i redaktorem naczelnym radia Eska Nord. Pracował też w Państwowej Operze i Filharmonii Bałtyckiej w Gdańsku jako specjalista ds. public relations. Był działaczem ZAiKS-u. Prowadził własną agencję artystyczną „Avanti”.
Pochowany na cmentarzu Witomińskim w Gdyni (kwatera 63-10-9).

## Odznaczenia
- Medal ZAiKS-u (1993)[4]
- Odznaka Honorowa ZAiKS-u (1998)[4]